# Rue de la Ferme (Neuilly-sur-Seine)
Pour les articles homonymes, voir Rue de la Ferme.
La rue de la Ferme est une rue située à Neuilly-sur-Seine, ville du département des Hauts-de-Seine, en France.

## Situation et accès

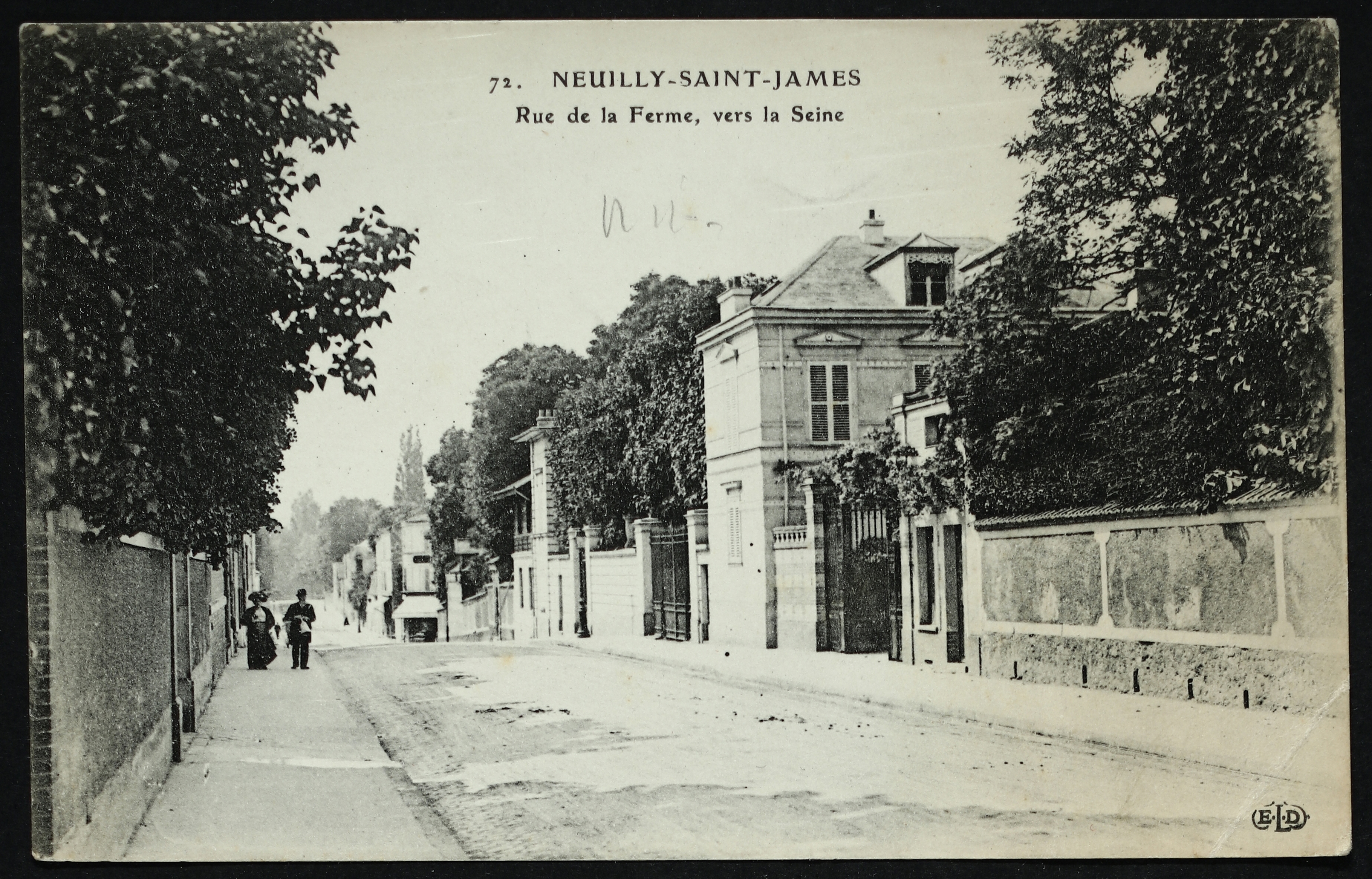
Carte postale - Neuilly-sur-Seine - Rue de la ferme, vers la Seine.

Partant du nord-ouest, au bord de la Seine, elle croise la rue de Longchamp, marque le début de la rue Delabordère, puis celui de la rue Saint-James, et se termine dans l'axe de la route de la Porte-Saint-James.

## Origine du nom

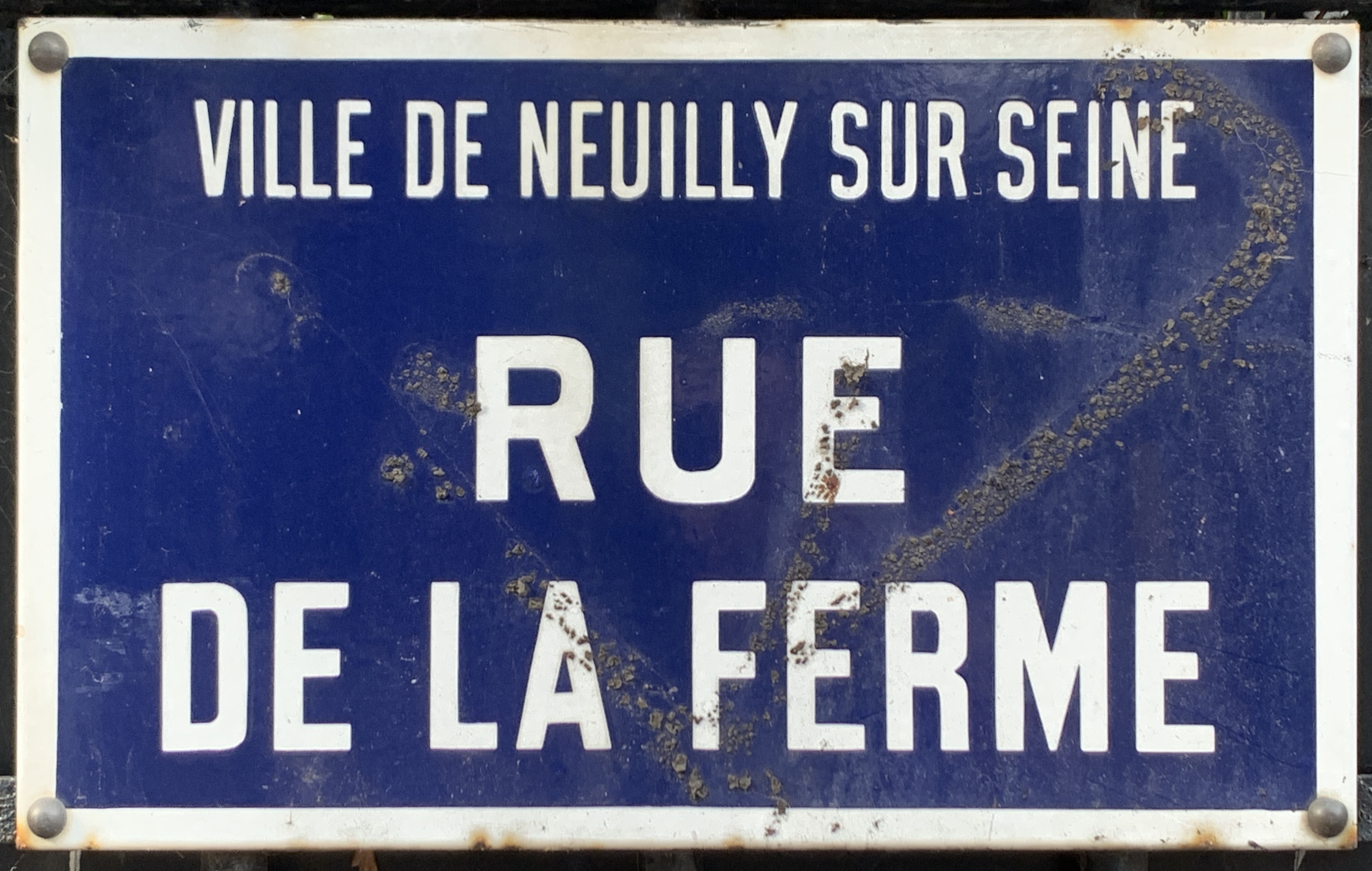
Plaque émaillée rue de la Ferme.

On note jusque dans les années 1870 l'utilisation de l'odonyme rue de la Ferme-Saint-James qui pourrait expliquer l'origine du nom actuel.

## Historique

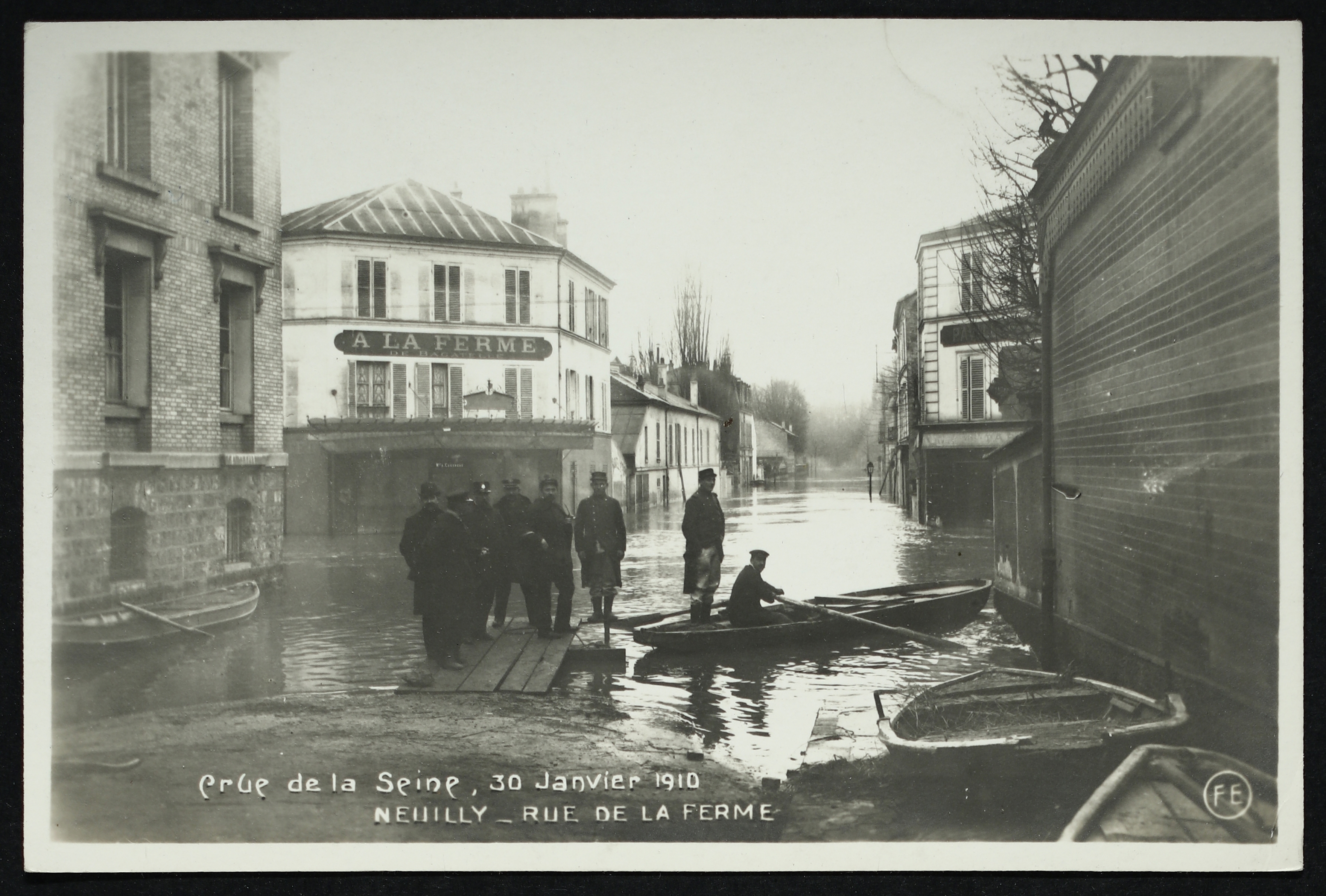
Carte postale - Crue de la Seine - 30 janvier 1910 - Rue de la Ferme.

Du fait de la proximité du fleuve, la crue de la Seine de 1910 inonde entièrement cette rue.
En 1993, se déroule une prise d'otages au groupe scolaire Charcot.

## Bâtiments remarquables et lieux de mémoire
- Au no 19, le mécène Maurice Fenaille fit réaliser une villa par l’architecte Émile Bastien-Lepage[3].
- Au no 21bis demeurait la chanteuse Sheila[4].
- C'est au no 43bis de cette rue que le romancier Georges Simenon, dans Maigret et la Grande Perche, situe le domicile du dentiste Guillaume Serre, impliqué dans l'assassinat de son épouse[5],[6].
- L'homme d'affaires Bill Gates y est propriétaire d'un hôtel particulier[7].